# Bennebroek
Bennebroek (uitspraakⓘ) is een plaats en voormalige gemeente in de Nederlandse provincie Noord-Holland. Bennebroek is sinds 1 januari 2009 onderdeel van de gemeente Bloemendaal.

## Voormalige gemeente
De gemeente Bennebroek was al langere tijd op zoek naar een fusiepartner. Op 29 maart 2007 is definitief door de gemeenteraden van Bennebroek en Bloemendaal besloten om per 1 januari 2009 te fuseren tot één gemeente. De naam van de 'fusiegemeente' is Bloemendaal.
De voormalige gemeente telde in 2006 5145 inwoners en had een oppervlakte van 1,75 km². Bennebroek was de enige kern in de gemeente.

## Geschiedenis
Het oorspronkelijke gebied Bennebroek strekte zich rond 1300 uit van Hillegom tot voorbij de huidige Gedempte Oude Gracht in Haarlem en werd aan de westzijde begrensd door wat nu de Heemsteedse Binnenweg is. Dit gebied viel grotendeels onder de belening aan de Heer van Heemstede. Edelman Jan Scheven van Bennebroek bouwde zich een kasteel op de hoek van de Gedempte Oude Gracht en het Spaarne, buiten de verse stadsmuren van Haarlem. Deze in 1245 van stadsrechten voorziene plaats wil echter toch wel graag kunnen blijven uitbreiden en de familie Scheven wordt weggekocht; zij vertrekt en vestigt zich te Leiderdorp.
Het gebied dat bedoeld wordt met Bennebroek krimpt in de daaropvolgende eeuwen. Vlak voor 1653 is de Princebuurt min of meer het centrum. Tot 1653 behoort Bennebroek dan nog bij de ambachtsheerlijkheid Heemstede. Na het overlijden van Adriaan Pauw blijkt deze zijn nalatenschap goed geregeld te hebben. De Staten van Holland geven al in hetzelfde jaar toestemming voor de afscheiding van Bennebroek, dat wordt toegewezen aan zijn jongste, gelijknamige zoon.
Bennebroek dateert als afzonderlijke rechts- en bestuurskring dus van 1653. Het omvat niet het oude Bennebroek, waarvan een groot deel bij Heemstede werd gevoegd, terwijl al het Bennebroeks gebied ten westen van de Glipperweg van Heemstede werd afgenomen.
Per 1 januari 2009 hield de gemeente Bennebroek op te bestaan. Bennebroek maakt vanaf die datum deel uit van de gemeente Bloemendaal.

## Wijken
Bennebroek omvat de volgende wijken: villawijk Bijweg, Leidsevaart, Bloemhof, Oude Kern, Bennebroek, villawijk Het Duin, Vogelenzang Psychiatrisch Ziekenhuis en Meerwijk.

## Instellingen
- Linnaeushof; een recreatiepark dat zich afficheert als "Europa's grootste speeltuin".
- Vogelenzang: een landgoed met vrij toegankelijk wandelbos. Hier is GGZ inGeest, een instelling voor geestelijke gezondheidszorg, gevestigd. Vroeger bekend als psychiatrisch ziekenhuis Vogelenzang, later nog als De Geestgronden.
- Hartekamp; een buitenplaats die zich net ten noorden van Bennebroek bevindt. Sinds 1952 is het een instelling voor verstandelijk en meervoudig gehandicapten. Het is gelegen op het gelijknamige voormalige landgoed. Hier was tussen 1736 en 1738 de Zweedse natuuronderzoeker Carl Linnaeus werkzaam als "hortulanus" ofwel prefect van de tuin en als lijfarts van eigenaar George Clifford. Linnaeus schreef hier, naast enige andere publicaties, het boekwerk Hortus Cliffortianus; een inventarisatie van de tuinplanten, het herbarium en de bibliotheek van de buitenplaats.

## Bezienswaardigheden
- Sint Jozefkerk
- Hervormde Kerk
- Landgoed de Hartekamp
- Voormalig station Vogelenzang-Bennebroek (1842)
- Bennebroekse Bos
- Linnaeushof

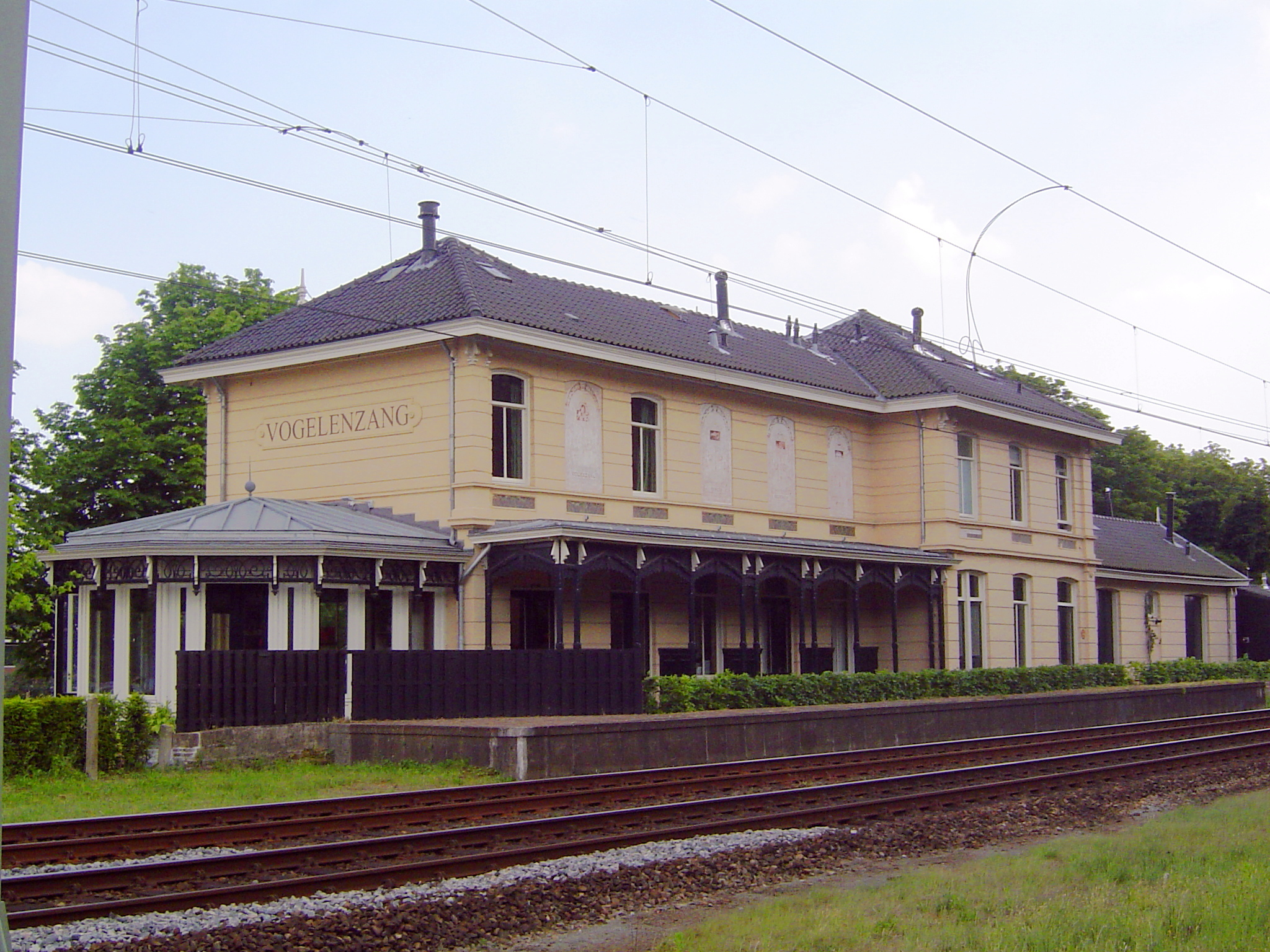
Voormalig station Vogelenzang-Bennebroek
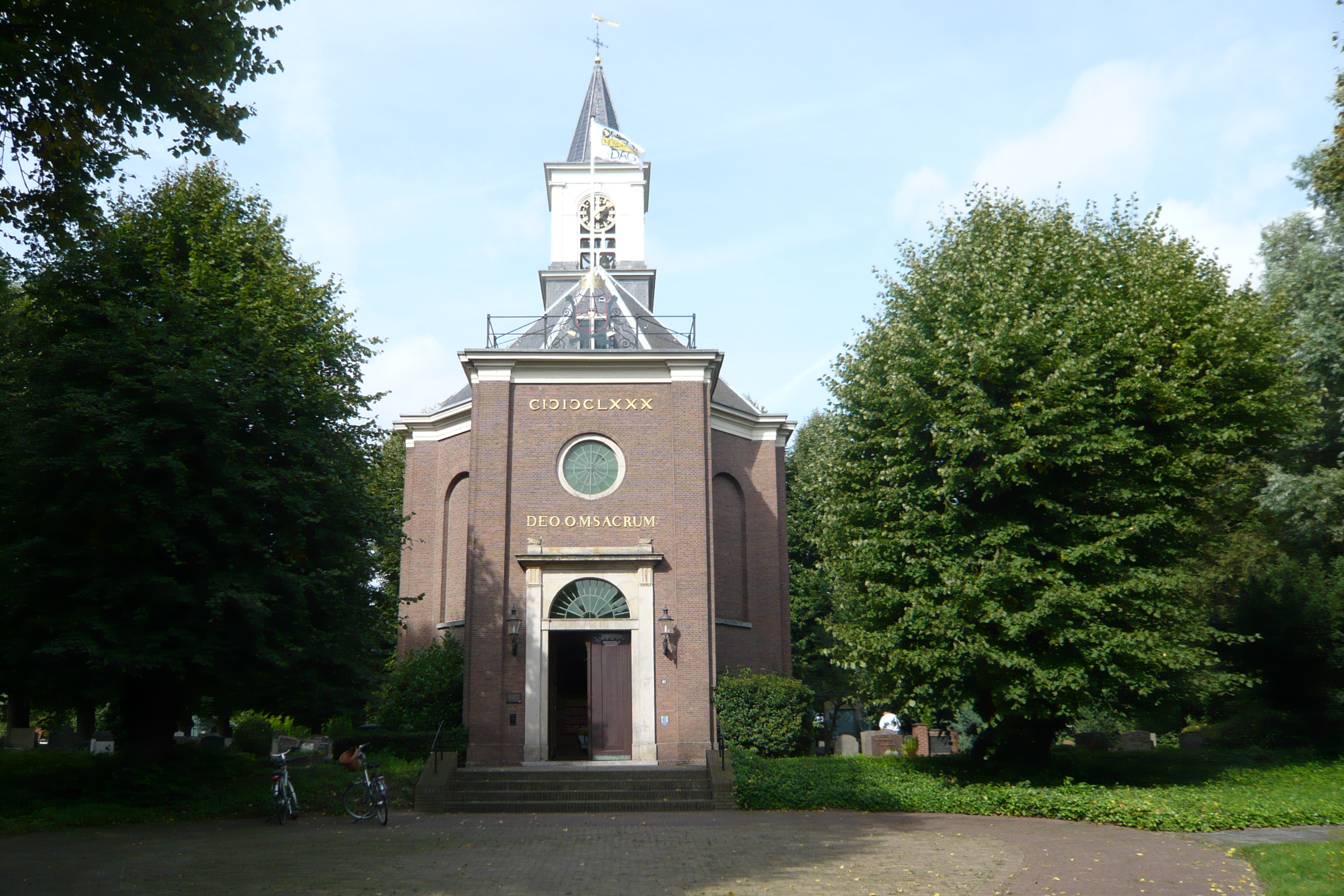
Hervormde kerk Bennebroek
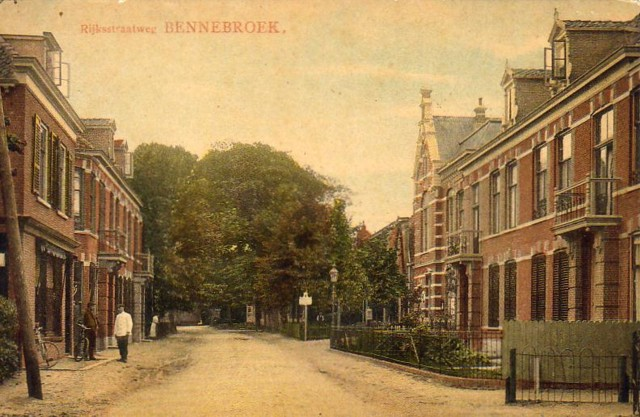
Rijksstraatweg in 1910

## Geboren
- Johannes Jacobus van Drunen (1733-1804), predikant, dichter, hoogleraar oosterse talen in Den Bosch
- John Klinkenberg (1952), beeldend kunstenaar
- Milika Peterzon (1962), televisiepresentatrice
- Martijn Beekman (1970), fotograaf

## Overleden
- Theodorus van Kooten (1749-1813), dichter, hoogleraar en politicus
- Johan Valckenaer (1759-1821), jurist, patriot en diplomaat
- John Waterloo Wilson (1879-1940), koopman, kleiduivenschutter
- Pieter Arend Troost (1877-1943), burgemeester
- Louis Alexander van Essen (1871-1951), architect
- Willem Valk (1898-1977), beeldend kunstenaar
- Karel Miljon (1903-1984), amateurbokser
- Adriaan Katte (1900-1991), hockeyer
- Hennie van Nee (1939-1996), voetballer
- Richard Ross (1946-2001), goochelaar
- Arie Kees van Noort (1914-2003), kunstschilder
- Theodorus Johannes Maria Gruter (1920-2004), Engelandvaarder, kapitein-luitenant-ter-zee-waarnemend en piloot
- Herman van Laer (1920-2005), sportbestuurder
- Willemiena Bouwman (1920-2007), verzetsstrijdster en maatschappelijk werkster
- Pien Storm van Leeuwen (1945-2020), beeldend kunstenares, dichteres

## Trivia
Bennebroek heeft afgerond een totale oppervlakte van 181 hectare, waarvan 176 ha. land en 5 ha. water (100 hectare is 1 km2).
De gemiddelde dichtheid van adressen is 818 adressen per km2.
De gemiddelde woningwaarde in Bennebroek is tussen 2013 en 2022 met €153.000 toegenomen van €362.000 tot €515.000 (dat is 42%).